# ریچفیلد (مینه‌سوتا)
ریچفیلد (به انگلیسی: Richfield) شهری در شهرستان هنپین ایالت مینه‌سوتا در کشور ایالات متحده آمریکا است که جمعیت آن در سرشماری سال ۲۰۱۰ میلادی، ۳۵۲۲۸ نفر بوده‌است.